# Käte Duncker

Käte Duncker (um 1900)

Käte Duncker; eigentlich Paula Kathinka Duncker (geb. Döll; * 23. Mai 1871 in Lörrach; † 2. Mai 1953 in Bernau bei Berlin) war eine deutsche sozialdemokratische, später kommunistische Politikerin, Lehrerin in der Arbeiterbildung und Aktivistin der Frauenbewegung. Sie war 1918/19 Mitglied der Zentrale der KPD sowie von 1921 bis 1923 Mitglied des Thüringer Landtages.

## Ausbildung und Lehramt

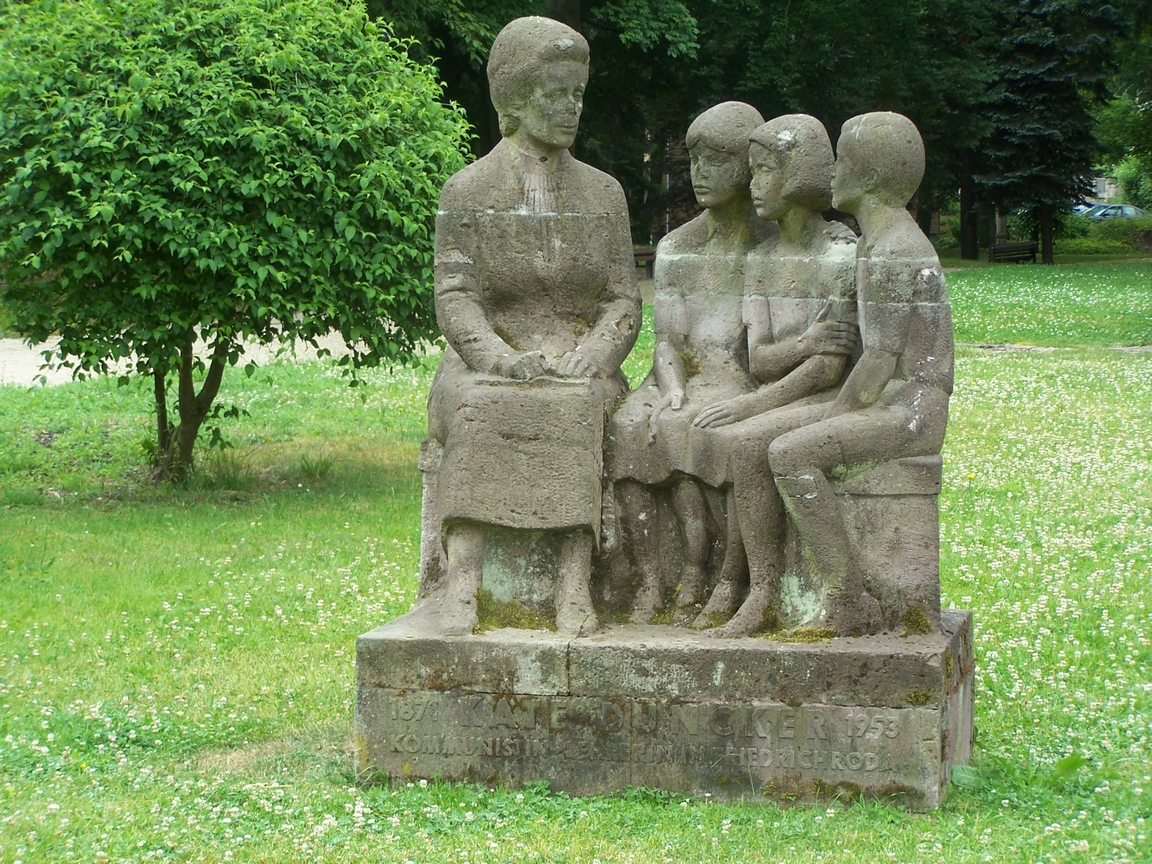
Skulptur von Käte Duncker als Lehrerin (Denkmal bis 2009 im Kurpark in Friedrichroda)

Käte Döll wurde als Tochter eines Kaufmanns im badischen Lörrach geboren. Nach dem Tod des Vaters 1877 zog die Mutter mit ihr nach Friedrichroda in Thüringen. Dort besuchte sie ab 1880 die Höhere Töchterschule, anschließend die Handelsschule in Gotha. 1888–90 erhielt sie ihre pädagogische Ausbildung im Lehrerinnenseminar Eisenach. 1893 wurde sie Lehrerin in der von Steyber’schen Höheren Mädchenschule an der Nordstraße in Leipzig. Ab 1894 hielt sie Abendkurse des Leipziger Arbeiterbildungsvereins und in der Gesellschaft für ethische Kultur, 1896 wurde ihr gekündigt. Sie ging nach Hamburg an die Private Höhere Mädchenschule der Elisa Magdalena Green, unterrichtete nebenbei im Bildungsverein „Humboldt“. 1896 nahm sie am Kongress der Schneidergewerkschaft teil und begegnete Clara Zetkin. Wegen ihrer Unterstützung der streikenden Hafenarbeiter beim großen Streik 1896/97 wurde ihr erneut gekündigt.

## Arbeiterbildung, SPD, Frauenbewegung
1898 heiratete sie in Leipzig den damaligen Volkswirtschafts- und Geschichtsstudenten Hermann Duncker, der später sozialdemokratischer bzw. kommunistischer „Wanderlehrer“ und Gewerkschaftsfunktionär wurde. Sie bildete sich weiter als Gasthörerin an der Universität und trat in die SPD ein. Neben der Organisation von Diskussionsabenden im Leipziger Volkshaus hielt sie Vorträge im Arbeiterbildungsverein (Literatur, Pädagogik, Geschichte, Sozialpolitik, Nationalökonomie). Sie wurde Vorsitzende des „Vereins für Frauen und Mädchen der Arbeiterklasse“, Mitglied der Abteilung Kunstpflege des Bildungsvereins und organisierte Sommerfeste für Arbeiterfamilien. 1899 brachte sie ihre Tochter Hedwig zur Welt.
In einem Polizeibericht von 1901 hieß es: „Die geistig hervorragendste Agitatorin der hiesigen sozialdem. Frauenbewegung ist die frühere Lehrerin, jetzige Frau Duncker, die fast in allen Frauenversammlungen als Rednerin auftritt und dabei die bürgerlichen Frauenvereinigungen bekämpft.“ Duncker gab eine Schrift Über die Beteiligung des weiblichen Geschlechts an der Erwerbstätigkeit heraus. 1902 brach sie gesundheitlich zusammen, und 1903 zog sie nach Dresden um. Hier hielt sie Vorträge über Kinderschutz, Erziehung und Frauenrecht. Anfang Februar 1903 wurde ihr Sohn Karl geboren (* 2. Februar 1903), der zu einem der namhaftesten Vertreter der Gestaltpsychologie werden sollte.

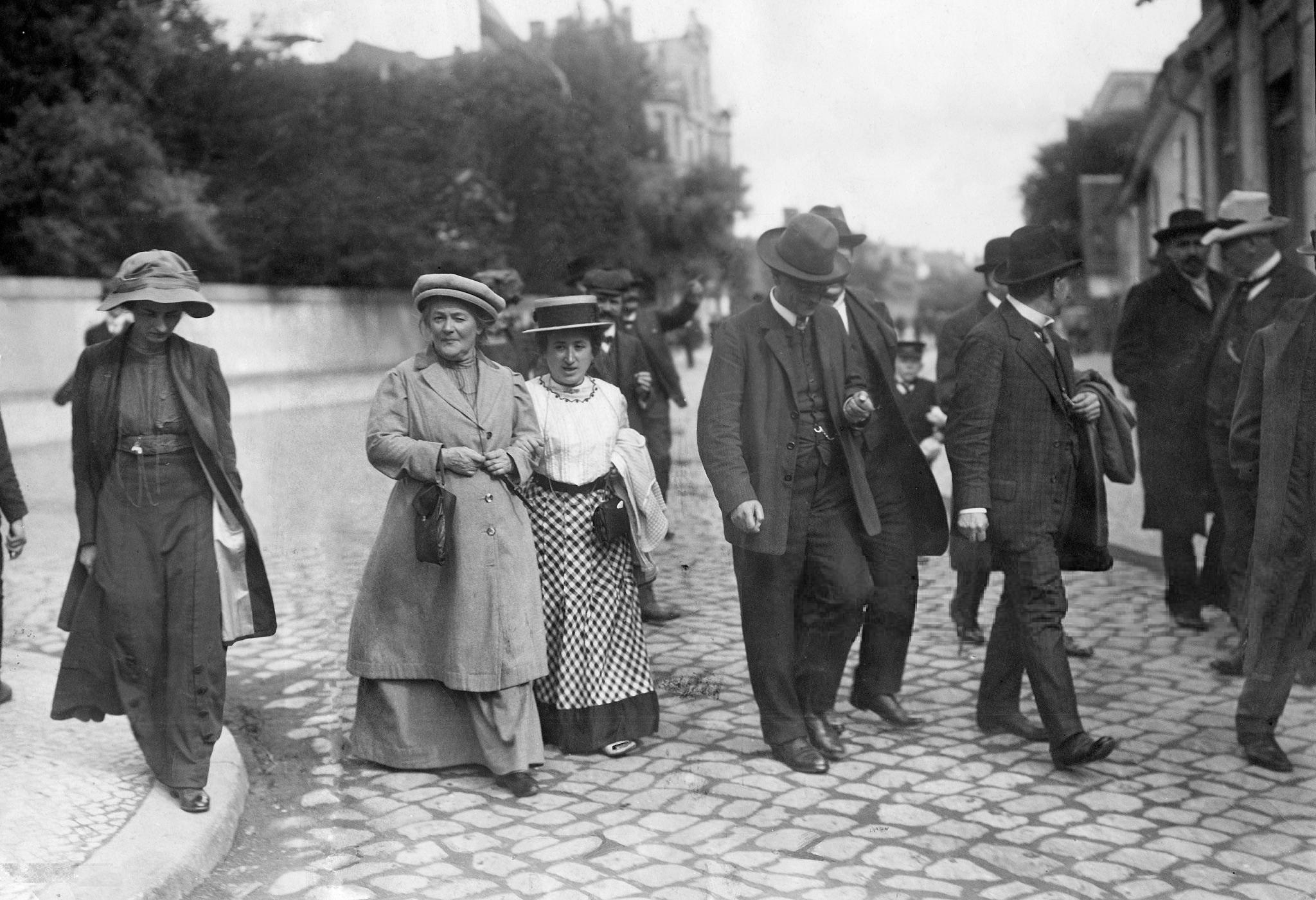
Delegierte, darunter Clara Zetkin und Rosa Luxemburg auf dem Weg zum SPD-Parteitag in Magdeburg, 1910, ganz links Käte Duncker

1906 gab sie eine Schrift über Die Kinderarbeit und ihre Bekämpfung heraus. Im gleichen Jahr hielt sie ein Referat über Fürsorge für Schwangere und Wöchnerinnen auf der 4. sozialdemokratischen Frauenkonferenz in Mannheim. 1907 wurde sie zweite Redakteurin (stellvertretende Chefredakteurin) der von Clara Zetkin geleiteten sozialistischen Frauenzeitschrift Die Gleichheit, verantwortlich für die Kinderbeilage (unter dem Pseudonym „Neuland“). Mit Zetkin verband sie eine enge Freundschaft. 1907 übersiedelte die ganze Familie nach Stuttgart. 1908 hielt sie ein Referat über Erziehung auf der Frauenkonferenz in Nürnberg. 1910 nahm sie an der zweiten Internationalen Frauenkonferenz in Kopenhagen teil mit einem Referat über Mutterschafts- und Kinderfürsorge. Sie war auch am Beschluss über den Internationalen Frauentag beteiligt.
Nach der Geburt des dritten Kindes (Wolfgang, geb. am 5. Februar 1909) schied sie aus der Redaktion der Gleichheit aus. Indessen war sie von 1908 bis 1912 im zentralen Bildungsausschuss der SPD tätig. 1911 hielt sie ein Referat auf dem sozialdemokratischen Parteitag in Jena. Im folgenden Jahr zog sie nach Berlin.

## Tätigkeit in Spartakusgruppe und KPD
Im Ersten Weltkrieg gehörte Duncker zum linken und pazifistischen Flügel der SPD und stand damit in Opposition zum Parteivorstand. Sie war 1915 neben Rosa Luxemburg und Franz Mehring Mitbegründerin der Zeitschrift Die Internationale, im gleichen Jahr Delegierte zur Internationalen Konferenz sozialistischer Frauen gegen den Krieg in Bern. 1916 wurde die Gruppe Internationale in „Spartakusgruppe“ umbenannt, unter Teilnahme von Käte Duncker. Sie beteiligte sich an der illegalen Herausgabe der Spartakusbriefe und übernahm zeitweilig die Leitung des Zentralen Bildungsausschusses sowie die Betreuung von Jugendgruppen in Steglitz und Neukölln. Es folgten Haussuchungen, Verhöre und am 30. Mai 1916 das Redeverbot. Nach der Einberufung oder Verhaftung zahlreicher ihrer Mitstreiter oblag ihr die eigentliche Leitung der Organisationsarbeit der Spartakusgruppe. Im September 1916 vertrat sie die Gruppe auf der Reichskonferenz der SPD, erkrankte und brachte drei Monate im Sanatorium zu. Nach der Parteispaltung im April 1917 schloss sich die Spartakusgruppe der USPD an. Neben ihrer Arbeit als Zwischenmeister in der Reichsstelle für Obst und Gemüse war sie im September 1917 Delegierte der Spartakusgruppe bei der 3. Zimmerwalder Konferenz in Stockholm.
Im Zuge der Novemberrevolution in Deutschland wandelte sich die Spartakusgruppe am 11. November 1918 in eine parteiunabhängige, reichsweite Organisation um, den Spartakusbund. Duncker arbeitete in dessen Zentrale (Vorstand). In dieser Zeit schrieb sie einen Entwurf über die Schule der Zukunft. Am 30. Dezember 1918, bei der Gründung der KPD, wurde sie in deren Zentrale gewählt, der sie bis zum 2. Parteitag im Oktober 1919 angehörte. Die Folge waren wiederum Verhaftung und Verhöre. Nach der Ermordung der KPD-Führer Karl Liebknecht, Rosa Luxemburg und Leo Jogiches floh sie im März 1919 aus Deutschland nach Dänemark und dann weiter nach Schweden.
Ende 1919 kehrte sie  nach Berlin zurück, wo sie an der Arbeiterbildungsschule wirkte und auch von Übersetzungen lebte. 1920 folgte der Umzug nach Thüringen. Hier wurde sie 1921 Landtagsabgeordnete und forderte Maßnahmen zur Bekämpfung des Kinderelends. 1924 reiste sie nach Moskau, 1925 war sie wieder in Berlin und schrieb Die Frau in der Sowjetunion (1927). In den folgenden Jahren war sie weiter als Publizistin und Pädagogin tätig. Ab 1931 gehörte sie der Redaktion der Zeitschrift Der Weg der Frau an.

## Verfolgung und Emigration
1933 verstärkte sich die Verfolgung mit Hausdurchsuchung, Verbrennung der Bibliothek und Verhaftung des Mannes. Sie zog 1935 wieder nach Friedrichroda, wo sie eine Pension betrieb, die auch als Treffpunkt von Antifaschisten diente. Im November 1938 emigrierte sie in die USA, wo ihr Sohn Karl am Swarthmore College in Pennsylvania lehrte. Der Suizid des schwer depressiven Karl 1940 traf sie schwer. Ihr jüngstes Kind, Wolfgang, war 1937 in der Sowjetunion als Anhänger Bucharins verhaftet worden und im Lager verschwunden. Dort starb er 1942, die Gewissheit über seinen Tod erhielten die Eltern aber erst 1948. Nach dem Tod Karls zog Käte Duncker von Swarthmore nach North Garden (Virginia) um. Ihrem Mann gelang 1941 auch die Ausreise in die USA. Das Paar erhielt Unterstützung von den Quäkern, musste aber wiederholt den Wohnort wechseln. Zuletzt lebten sie in einem kleinen Apartment auf Long Island. Käte Duncker arbeitete einige Zeit als Haushaltshilfe, später gab sie Deutschunterricht an einer Highschool.
Im Mai 1947 kehrte das Paar nach Deutschland zurück. Sie wurde jedoch in der Sowjetischen Besatzungszone nicht mehr aktiv und beantragte – anders als ihr Mann – auch nicht die Aufnahme in die SED. Sie lebten in Rostock und später in Bernau, wo ihr Mann die Gewerkschaftshochschule „Fritz Heckert“ leitete. Käte Duncker setzte sich 1951 für Jacob Walcher ein, der aus der SED ausgeschlossen worden war. Sie starb am 2. Mai 1953 nach langer schwerer Krankheit in Bernau.

## Ehrungen und Gedenkorte

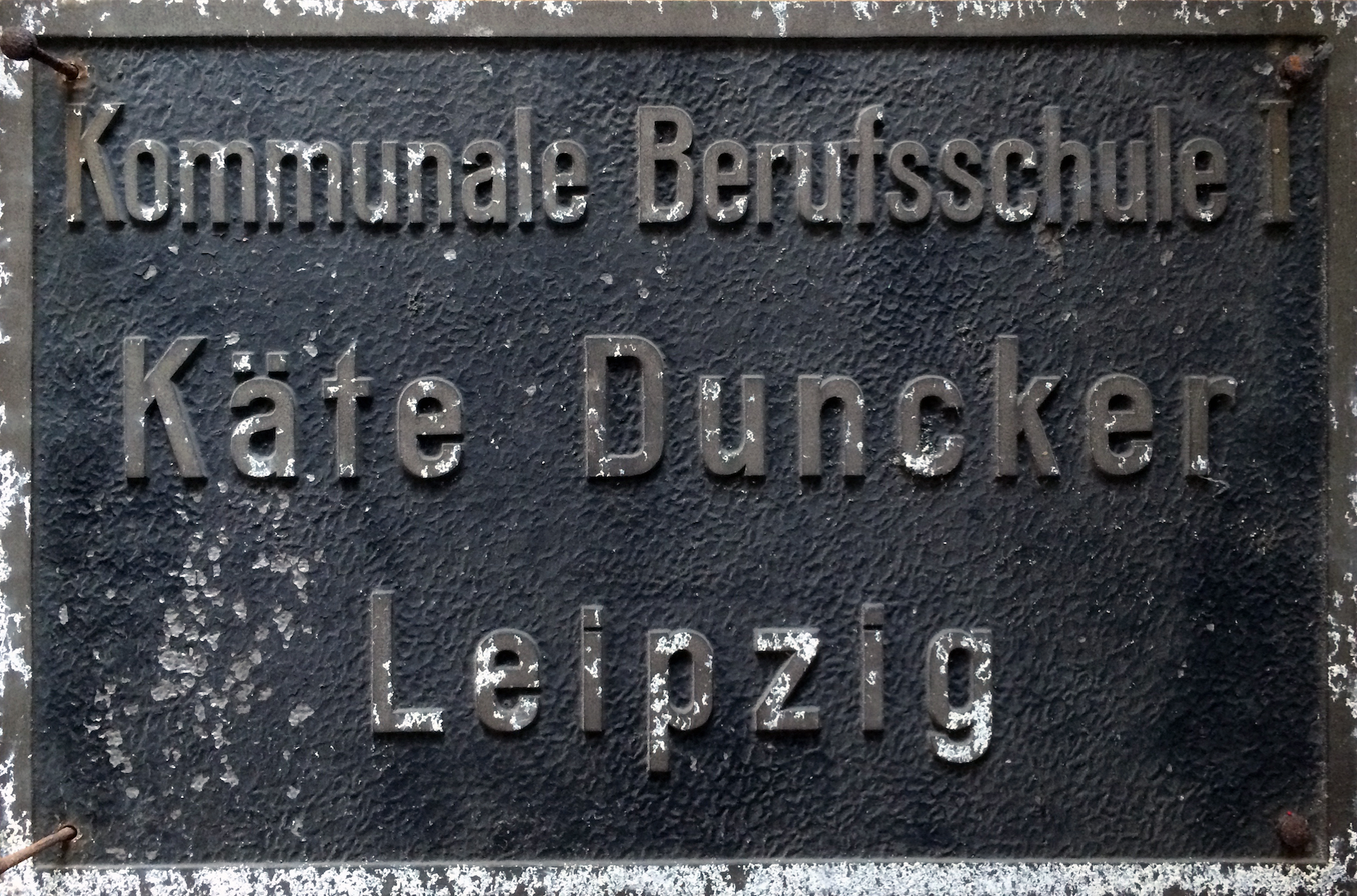
Schulschild KBS I „Käte Duncker“ 1987

Ihrem Wunsche entsprechend wurde ihre Urne auf dem Friedrichrodaer Friedhof beigesetzt, wo auch ihre Mutter bestattet wurde. Im Westteil des Friedhofes, nur wenige Schritte vom Mahnmal für die Opfer des Faschismus befindet sich ihr Grabdenkmal. Ein weiteres, 1956 aufgestelltes Denkmal zeigt Käte Duncker als Lehrerin in Friedrichroda, es befindet sich im Kurpark der Stadt. Im Zuge der Umgestaltung des Kurparks wurde es 2009 entfernt, restauriert und 2022 wieder aufgestellt.
Die Alte Handelsschule trug von 1981 bis 1992 als Kaufmännische (Kommunale) Berufsschule I (KBS I) in Leipzig-Kleinzschocher den Namen Dunckers.
Die Fraktion DIE LINKE. im Thüringer Landtag benannte am 15. Oktober 2013 ihren Fraktionssitzungssaal (Raum 201 im Funktionsgebäude des Landtages) als „Käte-Duncker-Saal“.
Neben der Bronzeplastik für Hermann Duncker in Berlin-Karlshorst wurde im August 2021 eine Gedenktafel für Hermann und Käte Duncker eingeweiht.

## Audios
- 150. Geburtstag von Käte Duncker Visionäre Pädagogin und Verfechterin der Einheitsschule, Deutschlandfunk Kalenderblatt 23. Mai 2021 (Audio im Stream nur eine Woche online)